# Bramka sieciowa
Bramki sieciowe to aktywne urządzenia sieciowe służące do łączenia sieci o różnych rozwiązaniach przekazywania danych tzw. topologia logiczna, np.: Ethernet do Token-Ring.
Bramki dokonują translacji danych z jednego systemu przekazywania (pakiet ethernetowy) na inny (token) i w drugą stronę. Nie należy ich mylić z bramą sieciową.